# Hermogenes Concepcion jr.
Hermogenes Concepcion jr. (Cabanatuan, 7 april 1920 - 26 november 2018) was een rechter van het Hooggerechtshof van de Filipijnen en een lid van het Filipijns Huis van Afgevaardigden.

## Biografie
Hermogenes Concepcion jr. werd geboren op 7 april 1920 in Cabanatuan in de Filipijnse provincie Nueva Ecija. Zijn ouders waren Rosario Diaz en voormalig senator Hermogenes Concepcion sr.. Hij studeerde rechten aan de University of the Philippines en was in 1940 president van de studentenraad van deze onderwijsinstelling. Na het behalen van zijn bachelor-diploma rechten in 1941 slaagde hij in hetzelfde jaar tevens voor het toelatingsexamen (bar exam) voor de Filipijnse balie. Het jaar erop opende Concepcion een eigen advocatenkantoor. In 1945 werd hij benoemd tot assistent-openbaar aanklager van de stad Manilla. Tevens doceerde hij van 1949 tot 1958 rechten aan de Philippine Law School, de Far Eastern University en de University of Manila. In 1958 volgde een promotie tot openbaar aanklager van de hoofdstad.
In 1963 werd Concepcion benoemd tot rechter van het Hof van beroep. Met zijn 43 jaar was hij op dat moment de jongste rechter van dit hof. Op 7 april 1975 werd hij door president Ferdinand Marcos benoemd tot rechter van het Hooggerechtshof van de Filipijnen. Zijn termijn als rechter van het hoogste Filipijnse rechtscollege eindigde op 16 april 1986, kort na de EDSA-revolutie. Bij de eerste verkiezingen na de revolutie, in 1987, werd Concepcion voor drie jaar gekozen tot afgevaardigde van het 1e kiesdistrict van Nueva Ecija. In het Huis werd hij aangesteld als voorzitter van een speciale commissie tegen misdaad, fraude en corruptie.
Hermogenes Concepcion jr. overleed in 2018 op 98-jarige leeftijd. Hij was getrouwd met Josefina Reyes en kreeg met haar twee kinderen, een zoon en een dochter. Concepcion werd in 1953 door president Ramon Magsaysay onderscheiden met een Legioen van Eer, mede naar aanleiding van zijn rol in de zaak tegen het politiburo van de communistische partij in 1950. In 1973 kreeg hij een eredoctoraat van de Hanyang-universiteit in Seoul.